# باعث الجحيم: جحيم (فلم)
باعث الجحيم: جحيم (بالإنجليزية: Hellraiser: Inferno) هو فيلم رعب تم إنتاجه في الولايات المتحدة وصدر سنة 2000 بطولة دوغ برادلي وهو الجزء الخامس من سلسلة أفلام الرعب «باعث الجحيم».

## القصة
يتورط شرطي في عالم من السادية والقتل بعد تكليفه بالتحقيق في جريمة قتل ارتكبت في رجل مجنون يدعى بالمهندس.

## الميزانية والإيرادات
كلف الفيلم قرابة مليوني دولار.

## وصلات خارجية
مقالات تستعمل روابط فنية بلا صلة مع ويكي بيانات